# Односи НАТО-а и Русије
Односи између НАТО војног савеза и Руске Федерације успостављени су 1991. године у оквиру Северноатлантског савета за сарадњу. Русија се 1994. придружила програму Партнерство за мир, а 27. маја 1997. године, на самиту НАТО-а у Паризу, Француска, потписан је Оснивачки акт НАТО-Русија (НРФА), који је омогућио стварање Сталног заједничког савета НАТО-Русија (НРПЈЦ). ). Почетком 2010-их НАТО и Русија потписали су неколико додатних споразума о сарадњи. НРПЈЦ је 2002. године замењен Саветом НАТО-Русија (НРЦ) основаним за решавање безбедносних питања и заједничких пројеката.
Упркос овим напорима да се обезбеде места и форуми који промовишу сарадњу између Русије и НАТО-а, односи су до сада затегнути због упорних претњи и непријатељства Русије према неколико суседних суверених држава, укључујући Азербејџан (1990–1994); Молдавија (1992 – данас); Грузија (2004 – данас); Литванија (2006) ; Естонија (2006–2007); Пољска (2006–данас) ; Белорусија (2007) ; Украјина (2014–данас); Сирија (2015 – данас); Турска (2015–2016); Казахстан (2021–2022); и Јерменија (2022) између осталих.
Односи Русије и НАТО-а почели су да се значајно погоршавају након украјинске наранџасте револуције 2004-05 и руско-грузијског рата 2008. Руски обавештајци су на провокативан начин извршили и неколико атентата на територији чланица НАТО-а. Дана 1. априла 2014, НАТО је једногласно одлучио да обустави сву практичну сарадњу као одговор на руску анексију Крима. У октобру 2021, након инцидента у којем је НАТО протерао осам руских званичника из свог седишта у Бриселу, Русија је суспендовала своју мисију при НАТО-у и наредила затварање канцеларије НАТО-а у Москви. Инвазија Русије на Украјину изазвала је слом односа НАТО-Русија на најнижу тачку од краја хладног рата; Самит НАТО-а у Мадриду 2022. прогласио је Русију „директном претњом евроатлантској безбедности“, док је Савет НАТО-Русија проглашен нефункционалним. У међувремену, руски званичници и пропагандисти све чешће тврде да су „у рату“ са целим НАТО-ом, што је та организација у међувремену више пута демантовала.

## Позадина
Након Уговора о коначном решењу у погледу Немачке који је распустио Савезнички контролни савет, НАТО и Совјетски Савез су почели да се ангажују у преговорима на неколико нивоа, укључујући континуирано настојање за споразумима о контроли наоружања као што је Уговор о конвенционалним оружаним снагама у Европи. Совјетски министар спољних послова Едуард Шеварнадзе први пут је посетио штаб НАТО-а 19. децембра 1989, након чега су 1990. уследили неформални разговори између НАТО и совјетских војних лидера. Након пада Совјетског Савеза, било је разговора о улози НАТО-а у променљивом безбедносном пејзажу у Европи, са председником САД Џорџом хВ Бушом, америчким државним секретаром Џејмсом Бејкером, западнонемачким канцеларом хелмутом Колом, министром спољних послова Западне Немачке ханс-Дитрихом Геншер и Даглас херд, британски министар спољних послова. Министар иностраних послова Западне Немачке, ханс-Дитрих Геншер, на састанку одржаном 6. фебруара 1990. године, сугерисао је да алијанса треба да објави јавну изјаву у којој каже да „НАТО не намерава да шири своју територију на исток“.

## Развој постхладноратовске сарадње (1990–2004)
У јуну 1990. Порука из Турнберрија, која се често описује као „први корак у еволуцији [модерних] односа НАТО-Русија“, поставила је основу за будући мир и сарадњу. Генерални секретар НАТО-а, Манфред Ворнер, посетио је Москву у јулу 1990. како би разговарао о будућој сарадњи, што је први корак ка односима НАТО-а и Русије.
Совјетски Савез и западне земље потписале су 1990. године Уговор о конвенционалним оружаним снагама у Европи. Формални контакти и сарадња између новоосноване Руске Федерације и НАТО-а почели су након распада Совјетског Савеза 1991. године, у оквиру Северноатлантског савета за сарадњу (касније преименованог у Евроатлантски партнерски савет ), а додатно су продубљени како се Русија придружила Програм Партнерство за мир 22. јуна 1994.
Године 1994, основана је Организација уговора о колективној безбедности (ОДКБ), алтернативни војни савез постсовјетских држава предвођен Русијом.

### Будимпештански меморандум
Исте године потписан је Будимпештански меморандум у коме су Русија, Уједињено Краљевство и Сједињене Државе дале безбедносна гаранција Белорусији, Казахстану и Украјини, у замену за предају свог постсовјетског нуклеарног арсенала од стране ове три земље.

### Оснивачки акт НАТО-Русија
Француска, НАТО и Русија су 27. маја 1997. године на самиту НАТО -а у Паризу потписале Founding Act on Mutual Relations, Cooperation and Security, мапа пута за будућу сарадњу НАТО-а и Русије. Закон је имао 5 главних одељака, у којима су наведени принципи односа, опсег питања о којима ће НАТО и Русија разговарати, војне димензије односа и механизми за подстицање веће војно-војне сарадње.

### Стално заједничко веће НАТО-Русија
Поред тога, актом је успостављен форум под називом „Стални заједнички савет НАТО-а и Русије“ (НРПЈЦ) као место за консултације, сарадњу и изградњу консензуса. Као део напора ПЈЦ-а, 2001. године креиран је Речник савремених политичких и војних термина НАТО-Русија Речник је био прва од неколико таквих публикација о темама као што су одбрана од ракета, демилитаризација и сузбијање недозвољених дрога како би се подстакла транспарентност у односима НАТО-а и Русије, подстакло међусобно разумевање и олакшала комуникација између контингената НАТО и Русије. Појмовник савремених политичких и војних појмова посебно је био правовремен с обзиром на кооперативне напоре НАТО-а и Русије у Босни и херцеговини и на Косову.

### НАТО бомбардовање Југославије
Русија је 1999. године осудила НАТО бомбардовање Југославије. Руски председник Борис Јељцин рекао је да је НАТО бомбардовање Југославије "погазило темеље међународног права и повеље Уједињених нација". Косовски рат је завршен 11. јуна 1999. године, а на Косову је требало да буду постављене заједничке мировне снаге НАТО-а и Русије. Русија је очекивала да ће добити мировни сектор независан од НАТО-а и била је љута када је то одбијено. Постојала је забринутост да би одвојени руски сектор могао довести до поделе Косова између севера који контролишу Срби и југа Албаније. Од 12. до 26. јуна 1999. дошло је до кратког, али напетог сукоба између НАТО-а и руских косовских снага у којем су руске трупе заузеле Међународни аеродром у Приштини.

### Савет НАТО-Русија
2001. године, након напада на Сједињене Државе 11. септембра, руски председник Владимир Путин се обратио председнику Џорџу В. Бушу, тадашњем председнику Сједињених Држава. Ово је био врхунац америчко-руских односа од распада Совјетског Савеза. Током јесени 2001. Русија је чак поделила обавештајне податке које је имала са Сједињеним Државама, што се показало виталним за америчке снаге у Авганистану. Сједињене Државе, као чланица НАТО-а, значиле су да ће њихов нови однос са Русијом позитивно утицати на однос НАТО-а са Русијом.
Савет НАТО-Русија (НРЦ) основан је 28. маја 2002. током НАТО самита 2002. у Риму. НРЦ је осмишљен да замени ПЈЦ као званично дипломатско средство за решавање безбедносних питања и заједничких пројеката између НАТО-а и Русије. Структура НРЦ-а је предвиђала да су поједине државе чланице и Русија равноправни партнери и да ће се састајати у областима од заједничког интереса, уместо у билатералном формату (НАТО + 1) успостављеном у оквиру ПЈЦ-а. Није било одредбе којом би се НАТО-у или Русији дало право вета на поступке друге стране. НАТО је саопштио да нема планове за постављање нуклеарног оружја у нове земље чланице или слање нових сталних војних снага. Странке су изјавиле да једна другу не виде као противнике и да ће, „на основу трајног политичког опредељења преузетог на највишем политичком нивоу, заједно градити трајни и инклузивни мир у евроатлантском подручју на принципима демократије и кооперативне безбедности".
Сарадња између Русије и НАТО-а била је фокусирана на неколико главних сектора: тероризам, војна сарадња, Авганистан (укључујући руски транспорт невојног терета Међународних безбедносних снага за помоћ (види НАТО логистика у рату у Авганистану ), и борба против локалне производње дроге ), индустријска сарадња и непролиферацију оружја. Као резултат својих структурираних радних група у низу области, НРЦ је служио као примарни форум за изградњу консензуса, сарадњу и консултације о темама као што су тероризам, пролиферација, одржавање мира, управљање ваздушним простором и одбрана од ракета.
„Заједничке одлуке и акције“, предузете у складу са споразумима Савета НАТО-Русија, укључују:
- Борба против тероризма[36][37]
- Војна сарадња (заједничке војне вежбе[38] и обука особља[39] )
- Сарадња у Авганистану:
  - Русија пружа курсеве обуке за службенике против наркотика из Авганистана и земаља средње Азије у сарадњи са УН
  - Превоз невојног терета од стране Русије за подршку НАТО-овог ИСАФ-а у Авганистану, индустријска сарадња, сарадња у одбрамбеној интероперабилности, непролиферација и друге области.

## Стагнација и постепено погоршање односа (2004–2013)
Односи НАТО-Русија су застали и касније почели да се погоршавају, након украјинске наранџасте револуције 2004–2005 и руско-грузијског рата 2008.

### 2004–2007
У годинама 2004–2006, Русија је предузела неколико непријатељских трговинских акција усмерених против Украјине и западних земаља. У Русији се у том периоду догодило и неколико убистава Путинових противника који су били веома популарни, што је обележило његову све ауторитарнију владавину и пооштравање његовог утицаја на медије.
Руски обавештајци су 2006. године извршили дрски атентат на територији једне државе чланице НАТО-а. Дана 1. новембра 2006. године, Александар Литвињенко, руски пребег и бивши официр руске Федералне службе безбедности (ФСБ) који се специјализовао за борбу против организованог криминала и саветовао британску обавештајну службу и сковао термин „ мафијашка држава “, изненада се разболео 1. новембра 2006. хоспитализован након тровања полонијумом-210 ; преминуо је од тровања 23. новембра. Догађаји који су довели до овога су добро документовани, упркос томе што су покренуле бројне теорије у вези са његовим тровањем и смрћу. Британска истрага убиства идентификовала је Андреја Луговоја, бившег члана руске Федералне службе заштите (ФСО), као главног осумњиченог. Дмитриј Ковтун је касније именован као други осумњичени. Уједињено Краљевство је тражило да Луговој буде изручен, међутим Русија је одбила изручење пошто руски устав забрањује изручење руских држављана, што је довело до заоштравања односа између Русије и Уједињеног Краљевства
Након Литвињенкове смрти, његова супруга Марина, уз помоћ биолога Александра Голдфарба, водила је енергичну кампању преко Литвињенкове фондације за правду. У октобру 2011. добила је право на истрагу о смрти њеног мужа коју ће водити мртвозорник у Лондону; истрага је у више наврата одлагана због питања у вези са доказима који се могу испитати. Јавна истрага је почела 27. јануара 2015. и закључена је у јануару 2016. да су убиство Литвињенка извршила двојица осумњичених и да су „вероватно“ деловали под управом ФСБ-а и уз одобрење председника Владимира Путина и тадашњег директора ФСБ-а. Николај Патрушев. У предмету Картер против Русије из 2021. године, Европски суд за људска права пресудио је да је Русија одговорна за његову смрт и наложио земљи да плати 100.000 евра одштете.
Након тога, Русија је 2007. суспендовала своје учешће у Уговору о конвенционалним оружаним снагама у Европи.

### 2008
Русија је 2008. године осудила једнострано проглашење независности Косова, наводећи да „очекују да мисија УН-а и снаге предвођене НАТО-ом на Косову предузму хитне мере како би извршиле свој мандат... укључујући поништавање одлука Приштине органа самоуправе и предузимање оштрих административних мера против њих“. Руски председник Владимир Путин је признавање независности Косова од стране неколико великих светских сила описао као „страшан преседан, који ће де факто разбити цео систем међународних односа, развијан не деценијама, већ вековима”, и да „нису размишљали о резултатима онога што раде. На крају дана то је штап са два краја, а други крај ће се вратити и ударити их у лице." Европа није била једногласна по овом питању, а један број европских земаља је одбио да призна суверенитет Косова, док су бројне друге европске нације то учиниле само да би умириле Сједињене Државе.
Ипак, шефови држава НАТО савезника и Русије дали су позитивну оцену достигнућа Савета НАТО-Русија на самиту у Букурешту у априлу 2008. иако су обе стране изразиле благо незадовољство недостатком стварног садржаја који је резултат савета.
Почетком 2008. амерички председник Џорџ В. Буш обећао је пуну подршку за пријем Украјине и Грузије у НАТО, против Русије. Руска влада тврди да планови за проширење НАТО-а на Украјину и Грузију могу негативно утицати на европску безбедност. Исто тако, Руси се углавном оштро противе било каквом ширењу НАТО-а на исток. Руски председник Дмитриј Медведев изјавио је 2008. године да „ниједна земља не би била срећна да се војни блок коме не припада приближава њеним границама”. Заменик руског министра спољних послова Григориј Карасин упозорио је да би свако укључивање Украјине у НАТО изазвало „дубоку кризу“ у односима Русије и Украјине и негативно утицати на односе Русије са Западом.
Односи између Русије и НАТО-а су се погоршали у лето 2008. због рата Русије са Грузијом. Касније је Северноатлантски савет осудио Русију јер је признала регионе Јужне Осетије и Абхазије у Грузији као независне државе. Генерални секретар НАТО-а је тврдио да је руско признање Абхазије и Јужне Осетије прекршило бројне резолуције Савета безбедности УН, укључујући резолуције које је подржала Русија. Русија је заузврат инсистирала да је признање преузето на основу ситуације на терену и да је у складу са Повељом УН, Завршним актом КЕБС-а из хелсинкија из 1975. године и другим фундаменталним међународним правом ; Руски медији су снажно наглашавали преседан недавног проглашења независности Косова.

### 2009
У јануару 2009. руски изасланик при НАТО- у Дмитриј Рогозин рекао је да је савет НАТО-Русија „тело у коме су се водиле школске дискусије“. Један амерички званичник дели овај став, рекавши: „Желимо сада да структурирамо сарадњу практичније, у областима у којима можете постићи резултате, уместо да инсистирамо на стварима које се неће десити“.
Односи су додатно затегнути у мају 2009. године када је НАТО протерао двоје руских дипломата због оптужби за шпијунажу. То је такође допринело напетости коју су већ створиле предложене војне вежбе НАТО-а у Грузији, како је рекао руски председник Дмитриј Медведев,
Планиране НАТО вежбе у Грузији, ма како нас неко убеђивао у супротно, чиста су провокација. Не могу се изводити вежбе на месту где је био само рат.
У септембру 2009. године, руска влада је саопштила да би Сједињене Америчке Државе предложиле противракетни одбрамбени систем у Пољској иу Чешкој, могао да угрози сопствену одбрану. Командант руских космичких снага, генерал-пуковник Владимир Поповкин изјавио је 2007. да „[] трајекторије иранских или севернокорејских ракета тешко да би прошле нигде близу територије Чешке, али свако могуће лансирање руских ИЦБМ са територије Европске Русија, или коју је направила руска Северна флота, контролисала би [радарска] станица“. Међутим, касније 2009. године, Барак Обама је отказао пројекат противракетне одбране у Пољској и Чешкој након што је Русија запретила САД војним одговором и упозорила Пољску да се пристанком на противракетни систем НАТО-а излаже удару или нуклеарном нападу. напад из Русије.
У децембру 2009. године, НАТО се обратио Русији за помоћ у Авганистану, тражећи од алијансе дозволу да превезе терет (укључујући можда и војни) преко руске територије у Авганистан и да обезбеди више хеликоптера за авганистанске оружане снаге. Међутим, Русија је дозволила само транзит невојних залиха преко своје територије.

### 2010
Пре руских парламентарних избора 2011, председник Дмитриј Медведев је такође цитиран да је рекао да би се НАТО проширио даље на исток да се Русија није придружила рату у Јужној Осетији 2008. године.

### 2011
НАТО и Русија су 6. јуна 2011. учествовали у својој првој заједничкој вежби борбених авиона под називом „Вигилант Скиес 2011“. Од хладног рата, ово је тек други заједнички војни подухват између алијансе и Русије, при чему је прва заједничка вежба подморница која је почела 30. маја 2011.
Војна интервенција у Либији 2011. изазвала је широк талас критика неколико светских лидера, укључујући председника Русије Дмитрија Медведева и руског премијера Владимира Путина, који су рекли да је „ [ Резолуција СБ УН 1973 ] мањкава и мањкава... Све дозвољава. Подсећа на средњовековне позиве на крсташке ратове.“

### 2012–2013
У априлу 2012. у Русији су били протести због умешаности њихове земље у НАТО, које је спровео левичарски активистички савез Леви фронт.

## Раст тензија, обустава сарадње, санкције (2014–2021)
Почевши од 2014. године, Русија је учествовала у даљим непријатељским претњама праћеним војним акцијама против Украјине (2014-данас); Сирија (2015 – данас) и Турска (2015–2016), између осталих.

### 2014
Почетком марта 2014, тензије су порасле између НАТО-а и Русије као резултат руског потеза да анексира Крим : НАТО је позвао Русију да прекине своје акције и рекао да подржава територијални интегритет и суверенитет Украјине. Дана 1. априла 2014, НАТО је издао саопштење министара спољних послова НАТО-а у којем је објавио да је „одлучио да суспендује сву практичну цивилну и војну сарадњу између НАТО-а и Русије. Наш политички дијалог у Савету НАТО-Русија може се наставити, по потреби, на нивоу амбасадора и више, како би нам омогућили да разменимо мишљења, пре свега о овој кризи.“ У саопштењу се осуђује руска "нелегална војна интервенција у Украјини и руско кршење суверенитета и територијалног интегритета Украјине". Русија је искористила проглашење независности Косова као оправдање за признавање независности Крима, наводећи такозвани „ преседан независности Косова “.
Дана 25. марта 2014, Јенс Столтенберг је одржао говор на конвенцији норвешке лабуристичке партије где је оштро критиковао Русију због њене инвазије на Крим, наводећи да Русија угрожава безбедност и стабилност у Европи и да крши међународно право, и називајући поступке Русије неприхватљивим. Након избора за генералног секретара НАТО-а, Столтенберг је нагласио да је руска инвазија на Украјину била „брутални подсетник на неопходност НАТО-а“, наводећи да су руске акције у Украјини „први пут од Другог светског рата да је једна земља припојила територија која припада другој држави“. Столтенберг је истакао неопходност да НАТО има довољно јаке војне капацитете, укључујући нуклеарно оружје, да одврати Русију од кршења међународног права и да угрози безбедност држава чланица НАТО-а. Он је истакао важност члана 5 Северноатлантског уговора и одговорност НАТО-а да брани безбедност својих источних чланица. Он је даље навео да Русија треба да буде санкционисана због њених акција у Украјини и рекао да ће могуће чланство Украјине у НАТО-у бити „веома важно питање“ у блиској будућности. Столтенберг је изразио забринутост због тога што Русија купује нове крстареће ракете.
Дана 1. априла 2014, НАТО је једногласно одлучио да суспендује сву практичну сарадњу са Руском Федерацијом као одговор на анексију Крима, али Савет НАТО-Русија (НРЦ) није суспендован. На самиту НАТО-а у Велсу почетком септембра, Комисија НАТО-Украјина усвојила је Заједничку изјаву у којој је „снажно осудила руску нелегалну и нелегитимну самопроглашену „анексију“ Крима и њену континуирану и намерну дестабилизацију источне Украјине кршењем међународног права“; Овај став је поново потврђен почетком децембра истог тела.
Извештај објављен у новембру наглашава чињеницу да су блиски војни сукоби између Русије и Запада (углавном земаља НАТО-а) скочили на ниво хладног рата, са 40 опасних или осетљивих инцидената забележених само у осам месеци, укључујући скоро судар између Руса извиђачки и путнички авион који су полетели из Данске у марту са 132 путника. Невиђено повећање руских ваздушних снага и поморске активности у балтичком региону подстакло је НАТО да појача своју дугогодишњу ротацију војних авиона у Литванији. Слично руско ваздухопловство повећало је активност у азијско-пацифичком региону које се ослањало на наставак коришћења раније напуштене совјетске војне базе у заливу Кам Ран у Вијетнаму. У марту 2015, руски министар одбране Сергеј Шојгу рекао је да ће руски бомбардери дугог домета наставити да патролирају разним деловима света и да се шире у друге регионе.
У јулу, САД су званично оптужиле Русију да је прекршила Споразум о нуклеарним снагама средњег домета (ИНФ) из 1987. године тестирањем забрањене крстареће ракете средњег домета (вероватно Р-500, модификација Искандера) и запретио да ће у складу с тим узвратити. Почетком јуна 2015, амерички Стејт департмент је известио да Русија није успела да исправи кршење ИНФ Уговора; за америчку владу је речено да није направила никакав приметан напредак у намери да Русија само призна проблем поштовања.
Извештај америчке владе из октобра 2014. тврди да Русија има 1.643 нуклеарне бојеве главе спремне за лансирање (повећање са 1.537 у 2011.) – једну више од САД, чиме је претекла САД први пут од 2000. године; распоређени капацитети обе земље су у супротности са Уговором о новом СТАРТ-у из 2010. који поставља ограничење од 1.550 нуклеарних бојевих глава. Исто тако, чак и пре 2014, САД су кренуле у реализацију програма великих размера, вредног до трилион долара, усмереног на свеукупну ревитализацију своје индустрије атомске енергије, који укључује планове за нову генерацију носача оружја и изградњу таквих локација. као Завод за замену за хемију и металургију у Лос Аламосу, Нови Мексико и Кампус националне безбедности у јужном Канзас Ситију.
Крајем 2014. Путин је одобрио ревидирану националну војну доктрину, у којој је војно јачање НАТО-а у близини руских граница наведено као највећа војна претња.
Министри спољних послова НАТО-а су 2. децембра 2014. најавили привремене Спеархеад Форце („Здружене оперативне групе веома високе спремности“) које су створене у складу са Акционим планом спремности договореним на самиту НАТО-а у Велсу почетком септембра 2014. године, а чији је циљ да појача присуство НАТО-а у источни део алијансе. У јуну 2015. године, током војних вежби одржаних у Пољској, НАТО је први пут тестирао нове снаге за брзо реаговање, са више од 2.000 војника из девет држава које су учествовале у вежби.

### 2015
Столтенберг је позвао на већу сарадњу са Русијом у борби против тероризма након смртоносног напада у јануару 2015. на седиште француског сатиричног недељника Шарли ебдо у Паризу.
Почетком фебруара 2015, дипломате НАТО-а су рекле да расте забринутост у НАТО-у због руске нуклеарне стратегије и индикација да руска нуклеарна стратегија указује на снижавање прага за коришћење нуклеарног оружја у било ком сукобу. Закључак је пратио британски министар одбране Мајкл Фелон рекавши да Британија мора да ажурира свој нуклеарни арсенал као одговор на руску модернизацију својих нуклеарних снага. Касније у фебруару, Фалон је рекао да би Путин могао да понови тактику коришћену у Украјини у балтичким чланицама НАТО алијансе; он је такође рекао: „НАТО мора бити спреман на сваку врсту агресије Русије, ма у ком облику. НАТО се спрема“. Фелон је приметио да то није био нови хладни рат са Русијом, јер је ситуација већ била „прилично топла“.
У марту 2015, Русија је, наводећи де факто кршење НАТО-овог Уговора о конвенционалним оружаним снагама у Европи из 1990. године, рекла да је суспензија њеног учешћа у њему, најављена 2007. године, сада „потпуна“ обустављањем њеног учешћа у консултантској групи о Уговора.
У пролеће је руско министарство одбране објавило да планира да распореди додатне снаге на Криму као део јачања своје Црноморске флоте, укључујући поновно распоређивање до 2016. нуклеарно способног Тупољев Ту-22М3 („Бацкфире“) дугог домета бомбардери—који су некада били окосница совјетских поморских јединица за удар током хладног рата, али су касније повучени из база на Криму. Почетком априла 2015. године објављена је информација која је процурила приписана полузваничним изворима унутар руског војног и обавештајног естаблишмента, о наводној спремности Русије за нуклеарни одговор на одређена штетна ненуклеарна дела НАТО-а; такве имплициране претње тумачене су као „покушај стварања стратешке неизвесности “ и подривање политичке кохезије Запада. Такође у том смислу, норвешка министарка одбране, Ине Ериксен Сøреиде, напоменула је да је Русија „створила неизвесност у вези са својим намерама“.
У јуну 2015. године, један независни руски војни аналитичар цитирао је велики амерички лист: „Сви треба да схвате да живимо у потпуно другачијем свету него пре две године. У том свету, који смо изгубили, било је могуће организовати своју безбедност уговорима, мерама међусобног поверења. Сада смо дошли до потпуно другачије ситуације, где је општи начин да се обезбеди ваша безбедност војно одвраћање.“
Тас је 16. јуна 2015. цитирао заменика руског министра иностраних послова Алексеја Мешкова који је рекао да „ниједан од програма Русија-НАТО који су раније били на делу не функционише на радном нивоу“.
Крајем јуна 2015, док је био на путовању у Естонију, амерички министар одбране Ештон Картер рекао је да ће САД распоредити тешко наоружање, укључујући тенкове, оклопна возила и артиљерију, у Бугарској, Естонији, Летонији, Литванији, Пољској и Румунији. Западни коментатори су тај потез протумачили као почетак преоријентације стратегије НАТО-а. Високи званичник руског Министарства одбране назвао га је „најагресивнијим чином Вашингтона од хладног рата“ а руско Министарство спољних послова критиковало га је као „неадекватан у војном смислу“ и „очигледан повратак Сједињених Држава и њихових савезници планова „хладног рата““.
Са своје стране, САД су изразиле забринутост због Путинове најаве планова за додавање преко 40 нових балистичких пројектила у руски арсенал нуклеарног оружја 2015. Амерички посматрачи и аналитичари, попут Стивена Пајфера, који су приметили да САД немају разлога за узбуну због нових ракета, под условом да Русија остане у границама Новог споразума о смањењу стратешког наоружања ( Нови СТАРТ ) из 2010. године, посматрали су убрзавање звецкање нуклеарном сабљом од стране руског руководства као углавном блеф и блесирање смишљено да прикрије руске слабости; међутим, Пајфер је сугерисао да би најалармантнија мотивација иза ове реторике могла да буде Путин који види нуклеарно оружје не само као оруђе одвраћања, већ и као оруђе принуде.
У међувремену, крајем јуна 2015, објављено је да је план производње нове руске супертешке термонуклеарне интерконтиненталне балистичке ракете Сармат, опремљене МИРВ -ом, намењене да замени застареле ракете СС-18 <i id="mwAkI">Сатан</i> из совјетске ере, клизио. Коментатори су такође приметили да су неизбежна финансијска и технолошка ограничења која би ометала сваку стварну трку у наоружању са Западом, ако би Русија кренула на такав курс.
Под вођством Столтенберга, НАТО је 2015. године заузео радикално нови став о пропаганди и контрапропаганди, да би „потпуно легалне активности, као што је вођење промосковске ТВ станице, могле да постану шири напад на земљу који би захтевао одговор НАТО-а према члану пет Уговора... Коначна стратегија се очекује у октобру 2015.“ У другом извештају, новинар је известио да је „као део тврдоглавог става, Британија издвојила 750.000 фунти британског новца за подршку контрапропагандној јединици у седишту НАТО-а у Бриселу“.
У новембру, главни војни командант НАТО-а, амерички генерал Филип Бридлав, рекао је да алијанса „гледа на индикације“ усред страховања од могућности да би Русија могла да пребаци било који од свог нуклеарног арсенала на полуострво.
Тензије између НАТО-а и Русије додатно су порасле након што је Турска 24. новембра 2015. оборила руски ратни авион који је наводно нарушио турски ваздушни простор током мисије у северозападној Сирији. Руски званичници негирали су да је авион ушао у турски ваздушни простор. Убрзо након инцидента, НАТО је сазвао хитан састанак како би разговарао о том питању. Столтенберг је рекао „Солидарни смо са Турском и подржавамо територијални интегритет нашег НАТО савезника“ након што је Турска оборила руски војни авион због наводног кршења турског ваздушног простора у трајању од 17 секунди, у близини границе са Сиријом.
Државе чланице НАТО-а су 2. децембра 2015. године званично позвале Црну Гору да се придружи алијанси, на шта је Русија одговорила да ће обуставити сарадњу са том земљом.
У децембру је руски министар спољних послова Сергеј Лавров рекао да би поновно распоређивање далекометних бомбардера Тупољев Ту-22М3 („Бацкфире“) на Крим са нуклеарним оружјем била легитимна акција јер је „Крим сада постао део земље која има такве оружја према Уговору о неширењу нуклеарног оружја “.

### 2016
Непосредно пре састанка Савета Русија–НАТО на нивоу сталних представника 20. априла, првог таквог састанка од јуна 2014, руски министар спољних послова Сергеј Лавров навео је оно што је видео као „војно јачање без преседана од краја хладног рата и присуства НАТО-а на такозваном источном крилу алијансе са циљем да се изврши војни и политички притисак на Русију да је обузда“, те поручио „Русија не планира и неће бити увучена у бесмислену конфронтацију и уверен је да не постоји разумна алтернатива обострано корисној свеевропској сарадњи у сфери безбедности заснованој на принципу недељивости безбедности која се ослања на међународно право“. Русија је такође упозорила на премештање одбрамбених ракета на границу Турске са Сиријом.
Након састанка, руски амбасадор при НАТО-у рекао је да се Русија осећа пријатно без сарадње са алијансом; он је приметио да у то време Русија и НАТО нису имали позитивну агенду за спровођење. Генерални секретар НАТО-а Јенс Столтенберг рекао је: „НАТО и Русија имају дубока и упорна неслагања. Данашњи састанак то није променио.“
Отварање прве локације одбрамбеног ракетног система НАТО-а у Девеселуу у Румунији у мају 2016. навело је Русију да понови свој став да систем који су изградиле САД подрива безбедност Русије, представља „директну претњу глобалној и регионалној безбедности“, представља кршење ИНФ -а и да се „предузимају мере како би се обезбедио потребан ниво безбедности за Русију“.
Анкета Леваде из јуна 2016. показала је да 68% Руса сматра да распоређивање НАТО трупа у земљама бившег источног блока које се граниче са Русијом представља претњу за Русију.
На самиту НАТО-а одржаном у Варшави у јулу 2016. одобрен је план да се четири батаљона од укупно 3.000 до 4.000 војника по принципу ротације до почетка 2017. године премештају у балтичке државе и источну Пољску и да се повећају ваздушне и поморске патроле како би се уверили савезници који су некада били део Совјетски блок. У усвојеном Коминикеу је објашњено да је та одлука имала за циљ „да недвосмислено демонстрира, као део нашег општег става, солидарност, одлучност и способност савезника да делују тако што ће одмах изазвати савезнички одговор на било коју агресију“. На самиту је поново потврђена раније донета одлука НАТО-а да „обустави сву практичну цивилну и војну сарадњу између НАТО-а и Русије, док остаје отворена за политички дијалог са Русијом“.
Шефови држава и влада „осудили су континуирано и широко распрострањено војно јачање Русије“ на Криму и изразили забринутост због „руских напора и изнетих планова за даље војно јачање у региону Црног мора“. Они су такође навели да руско „значајно војно присуство и подршка режиму у Сирији“ и њено војно јачање у источном Медитерану „представљају додатне ризике и изазове за безбедност савезника и других“. Лидери НАТО-а сложили су се да појачају подршку Украјини: на састанку Комисије НАТО-Украјина, савезнички лидери су размотрили безбедносну ситуацију са председником Украјине Петром Порошенком, поздравили планове владе за реформу и подржали Свеобухватни пакет помоћи Украјини за циљ да „помогне да одбрамбене и безбедносне институције Украјине буду делотворније, ефикасније и одговорније“.
На састанку Савета Русија-НАТО на нивоу сталних представника који је одржан убрзо након самита у Варшави, Русија је опоменула НАТО да не интензивира своје војне активности у Црном мору. Русија је такође рекла да је пристала да пилоти њених војних авиона који лете изнад балтичког региона укључе предајнике у пилотској кабини, познате као транспондери, ако НАТО авиони поступе на исти начин.
У јулу 2016, руска војска је објавила да ће пук дугог домета земља-ваздух С-400 система наоружања бити распоређен у граду Феодосији на Криму у августу те године, појачавајући руске способности против приступа/ускраћивања подручја око полуострво.

### 2017
Министар спољних послова Русије Сергеј Лавров је 18. фебруара 2017. рекао да подржава наставак војне сарадње са НАТО алијансом. Крајем марта 2017. Савет се састао уочи конференције министара иностраних послова НАТО-а у Бриселу, Белгија.
У јулу 2017. Савет НАТО-Русија се састао у Бриселу. Након састанка, генерални секретар НАТО-а Јенс Столтенберг рекао је да су савезници и Русија имали „искрену и конструктивну дискусију“ о Украјини, Авганистану и транспарентности и смањењу ризика. Две стране су једна другу информисале о предстојећој вежби Русије и Белорусије „Запад 2017“, односно о вежби НАТО-а Тридент копље 2017.
Крајем августа 2017. године, НАТО је објавио да су четири мултинационалне борбене групе НАТО-а у Естонији, Летонији, Литванији и Пољској потпуно оперативне, што је корак који је спроведен у складу са одлуком донетом на самиту у Варшави 2016.
2017. године, британски државни секретар за одбрану Мајкл Фелон упозорио је да је руска вежба Запад 2017 у Белорусији и руској Калињинградској области „осмишљена да нас провоцира“. Фалон је лажно тврдио да би број руских војника који учествују у вежби могао да достигне 100.000.

### 2018
У фебруару 2018, генерални секретар НАТО- а Јенс Столтенберг изјавио је: „Не видимо никакву претњу [од Русије] против било ког савезника у НАТО-у и зато сам увек опрезан да превише спекулишем о хипотетичким ситуацијама. Столтенберг је поздравио самит Русије и Сједињених Држава 2018. између Владимира Путина и Доналда Трампа у хелсинкију у Финској. Он је рекао да НАТО не покушава да изолује Русију.
Као одговор на тровање Сергеја и Јулије Скрипал 4. марта 2018, Столтенберг је 27. марта 2018. објавио да ће НАТО протерати седам руских дипломата из руске мисије при НАТО-у у Бриселу. Поред тога, 3 непопуњена радна места у мисији су одбијена за акредитацију од НАТО-а. Русија је окривила САД за одговор НАТО-а.

### 2019–20
У априлу 2019. године, генерални секретар НАТО-а Столтенберг је на заједничкој седници Конгреса САД упозорио на претњу коју представља „напорнија“ Русија чланицама алијансе, што укључује масовно нагомилавање војске, претње сувереним државама, употребу нервних агенаса и сајбер напади.
Дана 23. августа 2019. године руски обавештајци су извршили још једно вансудско убиство на територији НАТО-а. Око поднева у парку Клеинер Тиергартен у Берлину, Немачка, Зелимкхан Кхангосхвили, етнички чеченски Грузијац који је био бивши командант вода Чеченске Републике Ичкерије током Другог чеченског рата, и грузијски војни официр током руско-грузијског рата 2008., ходао је шумовитом стазом на повратку из џамије коју је посетио када га је руски атентатор погодио три пута - једном у раме и два пута у главу - на бициклу са пригушеним Глоком 26. Бицикл, пластична кеса са оружјем убиства и перика коју је починилац користио бачени су у Спрее. Осумњичени, кога је немачка полиција идентификовала као 56-годишњег руског држављанина "Вадима Соколова", ухапшен је убрзо након атентата. Руска влада и чеченски лидер Рамзан Кадиров су повезани са убиством.
У септембру 2019, руски министар спољних послова Сергеј Лавров рекао је да „приближавање НАТО нашим границама представља претњу Русији“. Цитиран је да је рекао да ако НАТО прихвати чланство Грузије са чланом о колективној одбрани који покрива само територију под управом Тбилисија (тј. искључујући грузијске територије Абхазије и Јужне Осетије, које су обе тренутно непризнате отцепљене републике које подржава Русија), " нећемо започети рат, али ће такво понашање поткопати наше односе са НАТО-ом и са земљама које су жељне да уђу у алијансу“.

### 2021
Дана 13. априла 2021., генерални секретар НАТО-а Јенс Столтенберг позвао је Русију да заустави гомилање снага у близини границе са Украјином. Руски министар одбране Сергеј Шојгу рекао је да је Русија распоредила трупе на своје западне границе за „борбене вежбе“ као одговор на „војне активности НАТО-а које прете Русији“. Дефендер-Еуропе 21, једна од највећих војних вежби под вођством НАТО-а у Европи последњих деценија, почела је средином марта 2021. и трајала је до јуна 2021. Обухватао је „скоро истовремене операције у више од 30 области за обуку“ у Естонији, Бугарској, Румунији и другим земљама.
НАТО је 6. октобра 2021. одлучио да протера осам руских дипломата, описаних као „непријављени обавештајци“, и да преполови обим руске мисије у алијанси као одговор на сумње да су злонамерне активности.
Очекује се да ће осам дипломата напустити Брисел, где је седиште алијансе, до краја октобра, а њихове позиције су повучене. Укинута су и друга два места која су тренутно упражњена. Тиме је обим руске мисије при НАТО-у у белгијској престоници смањен на 10 Русија је 18. октобра 2021. суспендовала своју мисију при НАТО-у и наредила затварање канцеларије НАТО-а у Москви као одмазду за протеривање руских дипломата од стране НАТО-а.
У новембру 2021, руски председник Владимир Путин изјавио је да би проширење присуства НАТО-а у Украјини, посебно размештање било каквих ракета дугог домета способне да погоде руске градове или системе противракетне одбране сличне онима у Румунији и Пољској, представљало „црвену линију“. „питање за Русију. Путин је од америчког председника Џоа Бајдена затражио правне гаранције да се НАТО неће ширити на исток или поставити „системе наоружања који нам прете у непосредној близини руске територије“. Генерални секретар НАТО-а Јенс Столтенберг је одговорио да „само Украјина и 30 НАТО савезника одлучују када је Украјина спремна да уђе у НАТО. Русија нема вето, Русија нема право гласа, а Русија нема право да успоставља сферу утицаја како би покушала да контролише своје суседе“.
Увод у руску инвазију на Украјину 2022. догодио се када је Русија захтевала да НАТО прекине све војне активности у источној Европи и да никада не прими Украјину у чланство, а такође је навела да жели законску гаранцију за окончање даље експанзије на исток и руски вето на чланство у НАТО-у. Украјине, упркос њеном суверенитету. Високи званичник Бајденове администрације је касније изјавио да су САД „спремне да разговарају о руским предлозима“ са својим савезницима из НАТО-а, али је такође навео да „постоје неке ствари у тим документима за које Руси знају да ће бити неприхватљиве“.

## Распад односа, јачање војске и конфронтација (2022-данас)

### 2022
Савет НАТО-Русија састао се 12. јануара 2022. у седишту НАТО-а у Бриселу како би разговарао о јачању руске војске у близини њене границе са Украјином и руским захтевима за безбедносне гаранције у Европи. Делегације су предводили заменик америчког државног секретара Венди Шерман и генерални секретар НАТО -а Јенс Столтенберг и заменик руског министра иностраних послова Александар Грушко и заменик министра одбране Русије генерал-пуковник Александар Фомин.
Упркос најави Русије од 16. фебруара 2022. да је војна обука на Криму који је припојена Москви престала и да се војници враћају на своја места, генерални секретар НАТО-а Јенс Столтенберг рекао је да се чини да Русија наставља са јачањем војске.
Дана 24. фебруара 2022. године, усред текућег састанка Савета безбедности Уједињених нација, који је био сазван ради расправе о кризи, а којим је у то време председавала Русија, Путин је наредио руској војсци да покрене инвазију на Украјину у пуном обиму, изазивање највеће конвенционалне војне агресије на једну европску државу од Другог светског рата и даље погоршање односа између НАТО-а и Русије. Снаге за реаговање НАТО- а су активиране и стављене у стање високе приправности, а НАТО је распоредио одређени број трупа у Пољској, Естонији, Летонији, Литванији, Словачкој, Мађарској и Бугарској. Русија је 26. фебруара 2022. упутила претње Финској и Шведској као одговор на њихову тежњу да постану чланице НАТО-а. Дана 16. маја 2022, дан након што су Шведска и Финска поднеле захтев за чланство у НАТО, током самита ОДКБ, који је пандан НАТО-у, Владимир Путин је рекао:
Русија нема проблема са овим државама [Шведском и Финском], па стога у том смислу ширење [НАТО-а] на рачун ових земаља не ствара директну претњу [...] већ ширење војне инфраструктуре у овом региону свакако ће изазвати наш одговор.— Владимир Путин
Самит НАТО-а у Мадриду 2022. прогласио је Русију „директном претњом“ евроатлантској безбедности и одобрио повећање снага за реаговање НАТО-а на 300.000 војника, док су Оснивачки акт државе чланице НАТО-а након тога сматрале да је Русија у потпуности укинула.. У међувремену, од почетка рата, руски званичници и пропагандисти све чешће говоре да су „у рату“ са целим НАТО-ом, што је организација више пута демантовала.
Многи научници и новинари спекулисали су да је инвазија на Украјину означила почетак Другог хладног рата између Русије и НАТО-а.

## Идеологија и пропаганда

### Планови интеграције (1991–2004)
Идеју да Русија постане чланица НАТО-а су у различитим временима изнели и западни и руски лидери, као и неки стручњаци. У фебруару 1990, док је преговарао о поновном уједињењу Немачке на крају Һладног рата са америчким државним секретаром Џејмсом Бејкером, генерални секретар Комунистичке партије Совјетског Савеза Михаил Горбачов је рекао да „Ви кажете да НАТО није усмерен против нас, да је једноставно безбедносна структура која се прилагођава новој стварности... стога предлажемо да се придружимо НАТО-у“. Међутим, Бејкер је ту могућност одбацио као "сан". Године 1991, када се Совјетски Савез распао, руски председник Борис Јељцин послао је писмо НАТО-у, сугеришући да је дугорочни циљ Русије да се придружи НАТО-у.
Током серије интервјуа са режисером Оливером Стоуном, председник Владимир Путин му је рекао да је председнику Билу Клинтону изнео могућност да Русија уђе у НАТО када је посетио Москву 2000. рекао је Путин у интервјуу Дејвиду Фросту у интервјуу за Би-Би-Си непосредно пре него што је Путин први пут инаугурисан за председника Русије 2000. године. Рекао је Фросту да му је тешко да замисли НАТО као непријатеља. „Русија је део европске културе. И не могу да замислим своју земљу у изолацији од Европе и онога што ми често називамо цивилизованим светом.“ Према Андерсу Фог Расмусену, бившем данском премијеру који је био генерални секретар НАТО-а од 2009. до 2014. године, у првим данима Путиновог председништва око 2000–2001, Путин је дао многе изјаве које сугеришу да је наклоњен идеји да Русија уђе у НАТО.
Већ у то време, међутим, Кристина Курчаб-Редлих и неки други извештачи активни у Чеченији узнемирили су се да је Путинова права природа разоткривена руским зверствима током Другог чеченског рата и да нипошто не личи на природу западног демократа. Међутим, било је згодно за западне елите да ове извештаје окарактеришу као русофобичне и да их занемаре, упркос томе што је такве извештаје износила и Ана Политковскаја, руска новинарка и активисткиња за људска права.

### Разочарење (2004–2013)
Дана 7. октобра 2006, Ана Политковскаја, руска новинарка која је извештавала о политичким догађајима у Русији; посебно, Други чеченски рат (1999–2005), убијена је у лифту свог стамбеног блока, атентат који је привукао међународну пажњу. У одговору на сугестију пољског министра иностраних послова Радослава Сикорског из марта 2009. да се Русија придружи НАТО-у, руски изасланик при НАТО- у Дмитриј Рогозин је изјавио да Русија то није искључила као будућу могућност, већ да радије задржи практичну ограничену сарадњу са НАТО. Он је нагласио да „велике силе не улазе у коалиције, оне стварају коалиције. Русија себе сматра великом силом“. Међутим, навео је да Русија жели да буде „партнер” НАТО-а, под условом да Грузија (са којом је Русија ратовала претходне године) и Украјина не уђу у алијансу. У новембру 2009. године умро је Сергеј Магницки, руски порески саветник рођен у Украјини, одговоран за разоткривање корупције и недоличног понашања званичника руске владе док је заступао клијента Һермитаге Цапитал Манагемент. Његово хапшење 2008. и каснија смрт након једанаест месеци у полицијском притвору изазвали су међународну пажњу и покренули званичне и незваничне истраге о наводима о превари, крађи и кршењу људских права у Русији. Његово постхумно суђење било је прво у Руској Федерацији. Упркос томе, предлог о уласку Русије у НАТО поновљен је у отвореном писму које су почетком 2010. године заједно написали неки немачки стручњаци за одбрану. Они су тврдили да је Русија била потребна у светлу мултиполарног света у настајању како би НАТО био противтежа азијским силама у настајању. У међувремену, Сједињене Државе су одговориле усвајањем Закона о Магнитском 2012.

### Повећано непријатељство и конфронтација (2014-данас)
Путин је, међутим, касније напустио идеје европске интеграције и западне демократије, окрећући се „ покрету Евроазије “ и „ путинизму “ који се рекламирају као алтернативе које се такмиче са западним и европским идеалима које заступају многе земље НАТО-а. Покрет Евроазија је неоевроазијски политички покрет заснован на дугинизму, према којем Русија не припада „европским“ или „азијским“ категоријама, већ уместо тога геополитичком концепту Евроазије којим доминира „ руски свет/мир “ ( рус. Русский мир ), формирајући привидно самосталну руску цивилизацију која је изгубила поштовање за вредности и морални ауторитет Запада, стварајући „вредносни јаз“ између Русије и Запада. Путин је промовисао свој бренд конзервативних руских вредности и нагласио важност религије. Права хомосексуалаца поделила су Русију и многе земље НАТО-а, пошто су Сједињене Државе и неке европске земље користиле своју меку моћ да промовишу заштиту права хомосексуалаца у источној Европи. Русија је, с друге стране, ометала слободу хомосексуализма и заслужила подршку оних који се противе хомосексуалним браковима. Путинизам заузврат комбинује државни капитализам са ауторитарним национализмом.
Русија је почела да финансира међународне емитере као што су РТ, Россииа Сегодниа (укључујући Спутњик) и ТАСС. као и неколико домаћих медијских мрежа. Руски медији су посебно критични према Сједињеним Државама. Русија је 2014. прекинула радио преносе Гласа Америке након што је Глас Америке критиковао руске акције у Украјини. Руска слобода штампе добила је ниске оцене у Индексу слободе штампе Репортера без граница, а Русија ограничава страни власнички удео у медијским организацијама на највише 20%. У јануару 2015. Велика Британија, Данска, Литванија и Естонија позвале су Европску унију да се заједнички супротставе руској пропаганди успостављањем „сталне платформе“ за сарадњу са НАТО-ом у стратешким комуникацијама и подстицање локалних медија на руском језику. Висока представница ЕУ за спољну политику и безбедност Федерика Могерини је 19. јануара 2015. рекла да ЕУ планира да оснује масмедијско тело на руском језику са циљном публиком која говори руски језик у земљама Источног партнерства: Јерменији, Азербејџану, Белорусији, Грузији, Молдавији и Украјини, као и у земљама Европске уније. У марту 2016, Путинов портпарол Дмитриј Песков признао је да је Русија у „ информационом рату “ пре свега са „англосаксонским масовним медијима“.
Дана 27. фебруара 2015, истакнути лидер руске демократске опозиције Борис Немцов је убијен тако што је добио неколико хитаца с леђа док је прелазио Бољшој Москворецки мост у Москви, близу зидина Кремља и Црвеног трга.  мање од два дана пре него што је требало да учествује на мировном митингу против руског учешћа у рату у Украјини и финансијској кризи у Русији. Мање од три недеље пре његовог убиства, 10. фебруара, Њемцов је написао на руском веб-сајту Собеседник да се његова 87-годишња мајка плаши да ће га Путин убити. Он је додао да се његова мајка плаши и за бившег олигарха Михаила Һодорковског и антикорупционог активисту Алексеја Наваљног. Руска новинарка Ксенија Собчак рекла је да је Њемцов припремао извештај који доказује присуство руске војске у источној Украјини упркос званичним порицањима. Ноћ након убиства Њемцова, његови папири, списи и хард дискови су заплењени у полицијском претресу његовог стана у улици Малаја Ординка. Би-Би-Си њуз га је цитирао да је рекао: „Ако подржавате заустављање рата Русије са Украјином, ако подржавате заустављање Путинове агресије, дођите на Пролећни марш у Марино 1. марта“. Верује се да руске безбедносне службе сносе одговорност за злочин. Према анализи Беллингцат-а, Њемцова је пре убиства пратио исти тим ФСБ-а који је потом пратио Владимира Кара-Мурзу, Дмитрија Бикова и Алексеја Наваљног пре њиховог сумњивог тровања. Владимир Милов, бивши заменик министра енергетике и колега опозиције, рекао је: „Све је мање сумње да држава стоји иза убиства Бориса Њемцова“ и навео да је циљ био „да се посеје страх“. Опозициони активист Максим Кац сматрао је Путина одговорним: „Ако је он то наредио, онда је крив као наручилац. А и да није, онда је [одговоран] као распиривач мржње, хистерије и беса међу људима.“
Андерс Фог Расмусен је 2019. рекао да „када Русија покаже да подржава демократију и људска права, НАТО може озбиљно да размотри своје чланство“. У интервјуу за Тиме Магазине из 2019. године, Сергеј Караганов, близак Путинов саветник, тврдио је да је непозивање Русије у НАТО „једна од најгорих грешака у политичкој историји, што је аутоматски довело Русију и Запад на курс сукоба, на крају жртвујући Украјина“. Кимберли Мартен је 2020. године тврдила да га је проширење НАТО учинило слабијим, а не јачим како се Москва бојала. Лоши односи који су настали након 2009. године су углавном узроковани руском реакцијом на њен опадајући утицај у светским пословима. Треће, снажну негативну реакцију Русије манипулисали су и увећавали и националисти и Путин, као муниција у њиховим унутрашњим политичким ратовима. Ставови садашњег руског руководства о светској политици „дубоко су укорењени у реалистичким приступима међународним односима “ и они виде „велики спољни војни ризик у приближавању НАТО-а војне инфраструктуре својих земаља чланица границама Руске Федерације; исто тако, са даљим [формално] проширење Алијансе“. Ово обезбеђује легитимитет заснован на претњама који им омогућава да консолидују своју домаћу позицију, спроводе оштре антидемократске мере и оправдавају војно јачање и агресивне акције у иностранству. 4. новембра 2021, Џорџ Робертсон, бивши британски секретар за лабуристичку одбрану који је водио НАТО између 1999. и 2003., рекао је за Гардијан да је Путин на њиховом првом састанку јасно ставио до знања да жели да Русија буде део западне Европе. „Путин је рекао: 'Када ћете нас позвати да се придружимо НАТО-у?'... Желели су да буду део тог безбедног, стабилног просперитетног запада са којег је Русија у то време била ван“, рекао је он.
Русија се 2022. године повукла из Европске конвенције о људским правима и потпуно је избачена из Савета Европе.

## Трговина и привреда
Русија је периодично блокирала пловидбу кроз Балтијски мореуз током 1990-их. Од 2006. године увела је континуирану блокаду (како за Пољску тако и за руску Калињинградску област), упркос томе што је 2009. године потписала међународни споразум у вези са овим питањем. Као резултат тога, Пољска је почела да размишља о копању још једног канала преко Висле како би заобишла ово ограничење, и на крају је изградила канал Висле 2019–2022.
Русија се 1998. придружила Г8, форуму осам великих развијених земаља, од којих су шест чланице НАТО-а, све док није избачена 2014. године.
Руска економија је у великој мери зависна од извоза природних ресурса као што су нафта и природни гас, а Русија је ове ресурсе користила у своју корист. Русија и западне земље потписале су 1991. године Уговор о енергетској повељи којим се успоставља мултилатерални оквир за прекограничну сарадњу у енергетској индустрији, првенствено у индустрији фосилних горива ; Русија је, међутим, одложила ратификацију, повезујући је са усвајањем Протокола о транзиту Уговора о енергетској повељи. Почевши од средине 2000-их, Русија и Украјина су имале неколико спорова у којима је Русија претила да ће прекинути испоруку гаса. Како се велики део руског гаса извози у Европу гасоводима који прелазе Украјину, ти спорови су погодили неколико земаља НАТО-а. Док је Русија тврдила да су спорови настали због неплаћања рачуна Украјине, Русија је можда била мотивисана жељом да казни прозападну владу која је дошла на власт након Наранџасте револуције. У децембру 2006. Русија је назначила да је мало вероватна ратификација Уговора о енергетској повељи због одредби које захтевају приступ трећих страна руским гасоводима. Дана 20. августа 2009. Русија је званично обавестила депозитара Уговора о енергетској повељи ( Владу Португала ) да не намерава да постане уговорна страна уговора. Русија се 2012. године придружила Светској трговинској организацији, организацији влада посвећених смањењу царина и других трговинских баријера. Ове повећане економске везе дале су Русији приступ новим тржиштима и капиталу, као и политички утицај на Западу и другим земљама. На руски извоз гаса се почело гледати као на оружје против земаља НАТО-а, а САД и друге западне земље су радиле на смањењу зависности Европе од Русије и њених ресурса.
Иако је нова улога Русије у глобалној економији пружила Русији неколико могућности, она је такође учинила Руску Федерацију рањивијом на спољне економске трендове и притиске. Као и многе друге земље, руска економија је патила током Велике рецесије. Након Кримске кризе, неколико земаља (укључујући већину НАТО-а) увело је санкције Русији, што је нашкодило руској економији тиме што је прекинуло приступ капиталу. Као додатна последица, Русија је такође избачена из Г8. Истовремено, глобална цена нафте је опала. Комбинација западних санкција и пада цена сирове нафте у 2014. и након тога резултирала је руском финансијском кризом 2014–16.